# 努巴克特·田吉兹巴耶夫
努巴克特·田吉兹巴耶夫（Nurbakyt Tengizbayev，1983年4月10日—），生於阿拉木图，是一名哈萨克斯坦男子古典式摔跤运动员。他在2008年北京奥运男子60公斤级古典式摔跤项目上原本获得铜牌，后来由于阿塞拜疆选手维塔利·拉希莫夫药检不过关而递补获得银牌。